# Східний адміністративний округ
Східний адміністративний округ (рос. Восточный административный округ) — один з 12 адміністративних округів Москви. Має у своєму складі 16 районів. Є найбільшим за територією та другим за чисельністю округом Москви. Він займає 14,3 % території міста. Код ЗКАТУ — 45263000000.
Тут проживає понад 1,4 мільйона чоловік, проте щільність населення значно нижче, ніж в середньому по місту.
На території округу розташовані станції Сокольницької, Арбатсько-Покровської та Калінінської ліній метро, а також частково станція «Вихіно».

## Райони округу
| Назва району       | Відповідне муніципальне утворення | Площа, га | Населення (на 01.01.2010 р.), тис. чол. | Щільність населення (на 01.01.2010 р.), чол. / км² | Площа жилого фонду (на 01.01.2008 р.), тис. м² |
| ------------------ | --------------------------------- | --------- | --------------------------------------- | -------------------------------------------------- | ---------------------------------------------- |
| Богородське        | Богородське                       | 865       | 97,7                                    | 11294,8                                            | 1614                                           |
| Вешняки            | Вешняки                           | 1067      | 121,6                                   | 11396,4                                            | 1989                                           |
| Східне Ізмайлово   | Східне Ізмайлово                  | 385       | 72,1                                    | 18727,3                                            | 1230                                           |
| Гольяново          | Гольяново                         | 1499      | 155,9                                   | 10400,3                                            | 2732                                           |
| Івановське         | Івановське                        | 1017      | 125,2                                   | 12310,7                                            | 2074                                           |
| Ізмайлово          | Ізмайлово                         | 1524      | 102,9                                   | 6752,0                                             | 2038                                           |
| Косино-Ухтомський  | Косино-Ухтомське                  | 1506      | 51,0                                    | 3386,4                                             | 1457                                           |
| Метрогородок       | Метрогородок                      | 2757      | 36,9                                    | 1338,4                                             | 547                                            |
| Новогірєєво        | Новогірєєво                       | 446       | 93,4                                    | 20941,7                                            | 1585                                           |
| Новокосіно         | Новокосіно                        | 360       | 100,7                                   | 27972,2                                            | 1682                                           |
| Перово             | Перово                            | 973       | 134,5                                   | 13823,2                                            | 1413                                           |
| Преображенське     | Преображенське                    | 562       | 80,0                                    | 14234,9                                            | 1400                                           |
| Північне Ізмайлово | Північне Ізмайлово                | 420       | 81,6                                    | 19428,6                                            | 1631                                           |
| Соколина Гора      | Соколина Гора                     | 784       | 84,1                                    | 10727,0                                            | 1504                                           |
| Сокольники         | Сокольники                        | 1028      | 53,5                                    | 5204,3                                             | 1243                                           |
| Східний            | Східне                            | 320       | 12,4                                    | 3875,0                                             | 217                                            |